# Phylloicus abdominalis
Phylloicus abdominalis är en nattsländeart som först beskrevs av Georg Ulmer 1905.  Phylloicus abdominalis ingår i släktet Phylloicus och familjen Calamoceratidae. Inga underarter finns listade i Catalogue of Life.